# Marguse
Marguse – wieś w Estonii, w prowincji Harju, w gminie Kõue.